# Trung tâm địa lý của Trái Đất
Trung tâm địa lý của Trái Đất là trung tâm hình học của tất cả các bề mặt đất trên Trái Đất. Trong một định nghĩa chặt chẽ hơn, đó là bề ngoài khối tâm hệ thiên thể của phân bố khối lượng được tạo ra bằng cách coi mỗi lục địa hoặc đảo là một vùng vỏ mỏng có mật độ đồng đều và xấp xỉ Geoid với một hình cầu. Trung tâm ở bên trong Trái Đất nhưng có thể được chiếu đến điểm gần nhất trên bề mặt.

## Lịch sử của khái niệm
Năm 1864, Charles Piazzi Smyth, nhà thiên văn Hoàng gia Scotland, đã đưa ra trong cuốn sách của ông Our Inheritance in the Great Pyramid tọa độ với 30°00′B 31°00′Đ / 30°B 31°Đ, vị trí của các kim tự tháp Giza ở Ai Cập. Ngoài ra, vào tháng 10 năm đó, Smyth đã đề xuất định vị kinh tuyến gốc ở kinh độ của Kim tự tháp vĩ đại vì ở đó nó sẽ "đi qua nhiều vùng đất hơn bất kỳ nơi nào khác". Ông cũng tranh luận về ý nghĩa văn hóa của địa điểm và vùng lân cận với Jerusalem. Ủy ban chuyên gia quyết định vấn đề này, tuy nhiên, đã bỏ phiếu cho Greenwich vì "rất nhiều tàu đã sử dụng cảng London".  Nhắc đến cuốn sách của Smyth, Frederick Augustus Porter Barnard đã viết trong cuốn sách năm 1884 của mình, Hệ thống đo lường tưởng tượng của Kim tự tháp Gizeh vĩ đại, rằng vị trí hoàn hảo của Kim tự tháp vĩ đại dọc theo đường dọc chỉ có thể được thực hiện bởi những người xây dựng nó.
Trong số ra tháng 9 năm 1919 của Tạp chí Trestle Board, Mason William Galliher tuyên bố rằng kiến thức về Kim tự tháp vĩ đại là trung tâm địa lý được "xác định bởi nhiều năm điều tra khoa học" và Đại kim tự tháp có thể là "vùng đất cuối cùng của vùng đất hiện tại bề mặt Trái Đất "để sống sót sau một sự kiện thảm khốc, do vị trí của nó.
Năm 1973, Andrew J. Woods, một nhà vật lý với hệ thống Vịnh Năng lượng & Môi trường ở San Diego, sử dụng một bản đồ kỹ thuật số toàn cầu và tính toán các tọa độ trên một hệ thống máy tính lớn như 39°00′B 34°00′Đ / 39°B 34°Đ, ở Thổ Nhĩ Kỳ hiện đại, 1.000 km về phía bắc Giza.. Năm 2003, một kết quả được mang lại bởi Holger Isenberg: 40°52′B 34°34′Đ / 40,867°B 34,567°Đ. Trong năm 2016, Google Maps đánh dấu Isenberg của kết quả của 40°52′B 34°34′Đ / 40,867°B 34,567°Đ là trung tâm địa lý của thế giới.
Vào năm 2007, Susan Wise Bauer đã tuyên bố trong cuốn sách Những ghi chép sớm nhất về sự sụp đổ của Rome, rằng giả thuyết rằng Kim tự tháp vĩ đại là trung tâm địa lý của Trái Đất sẽ chỉ đúng nếu phép chiếu Mercator được sử dụng làm bản đồ cho Trái Đất, đó là " dường như không phải là một tập quán phổ biến của người Ai Cập cổ đại ".